# Lepidodactylus pulcher
Lepidodactylus pulcher es una especie de geco de la familia Gekkonidae.

## Distribución geográfica
Es endémica de las islas del Almirantazgo (Papúa Nueva Guinea).